# ناحية الخشنية
ناحية الخشنية إحدى نواحي سوريا تتبع إداريّاً لمحافظة القنيطرة منطقة القنيطرة ومركزها بلدة الخشنية، بلغ تعداد سكان الناحية 17,382 نسمة حسب التعداد السكاني لعام 2004، غالبيّة أراضي ناحية الخشنية محتلة من قبل إسرائيل منذ حرب 1967 ومعظم بلداتها وقراها مُدمّرة.

## تجمعات ناحية الخشنية السكانية[2]
| التجمع السكاني             | عدد السكان |
| -------------------------- | ---------- |
| الأصبح                     | 380        |
| البصة الشرقية - عين القاضي | 521        |
| عين التينة                 | 691        |
| العشة                      | 113        |
| غدير البستان               | 1,628      |
| الهجة                      | 954        |
| كودنة                      | 1,857      |
| المعلقة                    | 1,900      |
| منشية سويسة                | 290        |
| قرقس                       | 2,486      |
| القصبية                    | 1,983      |
| الرفيد                     | 2,263      |
| سويسة                      | 2,316      |